# Escóbados de Abajo
Escobados de Abajo es una localidad del municipio burgalés de Los Altos, en la Comunidad Autónoma de Castilla y León (España).
La iglesia está dedicada a Santa Cruz.

## Localidades limítrofes
Confina con las siguientes localidades:
- Al noreste con Huéspeda.
- Al este con Rucandio.
- Al sureste con Hozabejas y Padrones de Bureba.
- Al noroeste con Escóbados de Arriba.

## Demografía
Evolución de la población
| Gráfica de evolución demográfica de Escóbados de Abajo entre 2000 y 2017 |
|                                                                          |
| Población de derecho (2000-2017) según el padrón municipal del INE       |

## Historia
Así se describe a Escobados de Abajo en el tomo VII del Diccionario geográfico-estadístico-histórico de España y sus posesiones de Ultramar, obra impulsada por Pascual Madoz a mediados del siglo XIX:

Aldea en la provincia, diócesis, audiencia territorial y capitanía general de Burgos (9 leguas), partido judicial de Villarcayo (5), ayuntamiento titulado de la Merindad de Valdivielso; Situada en terreno montañoso donde le combaten libremente los vientos del N y NE; el clima es bastante frío y las enfermedades más comunes las estacionales. Tiene 30 casas con los corrales que hay para el ganado; iglesia parroquial, bajo la advocación de Santa Cruz, servida por un cura beneficiado; una ermita dedicada a Nuestra Señora de la Oliva, y una fuente dentro de la población y 2 en el término, todas de buenas aguas. Confina N valle de Valdivielso, E Escobados de Arriba; S Padrones, y O Hozabejas. El terreno es de tercera calidad, estando algunas colinas medianamente pobladas de arbolado; lo baña un pequeño arroyo que pasa por medio de la población. Los caminos son de servidumbre, y la correspondencia la recibe en Poza los mismos interesados. Producciones: trigo, cebada y legumbres; ganado lanar y cabrío, y caza de perdices. Industria: la agrícola. Población: 17 vecinos, 64 almas. Capital productivo: 513.720 reales. Imponible: 50.143.
Diccionario geográfico-estadístico-histórico de España y sus posesiones de Ultramar